# Anartia roeselia
Anartia roeselia är en fjärilsart som beskrevs av Johann Friedrich von Eschscholtz 1821. Anartia roeselia ingår i släktet Anartia och familjen praktfjärilar. Inga underarter finns listade i Catalogue of Life.